# 順德菜
順德菜（另稱鳳城菜）是四大菜系之一的粵菜中最具代表性的下屬支系。其以南海菜為基礎，揉番禺、新會、鶴山、中山的部份菜式及技巧變化、改良而成。有不少廣東菜式都源自順德，故粵菜中有「廚出鳳城」之美譽。

## 沿革
順德境內河道交錯，南宋時已有蠶業與金融活動，在蠶業的基礎下又發展出桑基魚塘，經濟蓬勃、人物眾多，如南宋狀元張鎮孫、龍廷槐等。生活富庶加上人文薈萃，致使文化發展迅速，故順德菜亦以一地之菜而成縣菜。順德地方人文特色自梳女多以紡織、繅絲、種桑、養蠶為生，經濟獨立、生活自理。晚清年間蠶業工業化後，自梳女多至富戶作家傭維生，亦為順德菜發展出一系列獨特菜式。

## 菜式

### 主菜
- 油浸淡水魚
- 豆腐蒸淡水魚
- 蜆蚧鯪魚球
- 網油蒸三鯠
- 薑葱煀鯉魚
- 酸薑仁稔蒸鯪魚腩
- 蒜子風鱔
- 煎釀鯪魚
- 六味繪長魚
- 芋頭蓉蒸魚腸
- 蒸焗魚腸
- 煎焗魚腸
- 均安魚餅
- 柱侯雞
- 豆豉雞
- 荷葉蒸雞
- 銅盤焗雞
- 炒鵪鶉鬆
- 羊額燒鵝
- 均安蒸豬
- 糯米蒸排骨
- 蓮藕燜豬肉
- 大良野雞卷
- 春花卷
- 碎炒豬肉
- 龍江燒肉
- 蒸藕粉
- 大良煎藕餅
- 梅菜蒸三寸心
- 十錦肉
- 煎蛋角
- 順德小炒
- 炒田螺
- 撈魚生
- 炒生魚球連湯
- 粉葛赤小豆鯪魚湯
- 水蛇粥
- 荷香魚（媽姐菜）
- 魚羹（媽姐菜）
- 冬菇燴魚腐（媽姐菜）
- 荷香冬瓜卷（媽姐菜）
- 炒水蛇絲（媽姐菜）
- 水蛇肉餅（媽姐菜）
- 順德拆魚粥（媽姐菜）
- 蠔鬆生菜包

### 甜品小食
- 大良炒鮮奶
- 南乳花生
- 大良牛乳
- 大良燉奶
- 陳村粉
- 雙皮奶
- 薑汁撞奶
- 煎番薯餅
- 魚湯蘿蔔糕
- 倫教糕
- 龍江煎堆
- 大良崩砂

### 調味料
- 柱侯醬
- 製豆豉
- 欖角

## 影视作品
- 尋味順德 - 中央電視台製作的紀錄片，2016年5月1日至3日在CCTV9首播，介紹順德菜和順德飲食文化